# Холуй (Вологодская область)
Холуй — деревня в Вожегодском районе Вологодской области.
Входит в состав Вожегодское городское поселение, с точки зрения административно-территориального деления — в Вожегодский сельсовет.
Расстояние до районного центра Вожеги по автодороге — 7,8 км. Ближайшие населённые пункты — Угол, Емельяновская, Задорожье.
По переписи 2002 года население — 17 человек.